# グッバイ、ケイティ
『グッバイ、ケイティ』（原題:Katie Says Goodbye）は2016年に公開されたフランスのドラマ映画である。監督はウェイン・ロバーツ、主演はオリヴィア・クックが務めた。本作はロバーツの映画監督デビュー作となった。
本作は日本国内で劇場公開されなかったが、U-NEXTでの配信が行われている。

## 概略
アリゾナ州。17歳のケイティは母親のトレイシーと一緒に暮らしていた。貧困から抜け出し、憧れのサンフランシスコに引っ越すための費用を稼ぐべく、ケイティは売春を行っていた。そんなある日、ケイティは前科持ちの修理工、ブルーノと恋に落ちた。ケイティの生活にもようやく光が差し込んできたかに見えたが、彼女は周囲の人々の身勝手な行動に振り回されることとなった。

## キャスト
- オリヴィア・クック - ケイティ
- ミレイユ・イーノス - トレイシー
- クリストファー・アボット - ブルーノ
- メアリー・スティーンバージェン - メイベル
- ジム・ベルーシ - ベアー
- キーア・ギルクリスト - マティ
- クリス・ローウェル - ダーク
- ナターシャ・バセット - サラ
- ジーン・ジョーンズ - ミスター・ウィラード

## 製作
2015年3月23日、オリヴィア・クック、クリストファー・アボット、ミレイユ・イーノス、メアリー・スティーンバージェン、ジム・ベルーシが本作に出演すると報じられた。4月、本作の主要撮影がニューメキシコ州で行われた。2016年7月26日、ダン・ローマーが本作で使用される楽曲を手掛けるとの報道があった。

## 公開・マーケティング
2016年8月22日、本作の劇中写真が初めて公開された。9月11日、本作は第41回トロント国際映画祭でプレミア上映された。2019年5月21日、ヴァーティカル・エンターテインメントが本作のオフィシャル・トレイラーを公開した。

## 評価
本作に対する批評家の評価は平凡なものに留まっている。映画批評集積サイトのRotten Tomatoesには19件のレビューがあり、批評家支持率は42%、平均点は10点満点で5.13点となっている。また、Metacriticには7件のレビューがあり、加重平均値は53/100となっている。